# Ectoedemia gambiana
Ectoedemia gambiana là một loài bướm đêm thuộc họ Nepticulidae. Nó được miêu tả bởi Gustafsson năm 1972. Nó được tìm thấy ở Gambia.